# Кубок Наследного принца Катара 2007
Кубок Наследного принца Катара 2007 — 13-й розыгрыш Кубка Наследного принца Катара, проходивший с 29 апреля по 5 мая. В соревновании приняли участие 4 лучшие команды Катара по итогам Лиги звёзд Катара 2006/2007.

## Участники
- Ас-Садд : чемпион Лиги звёзд Катара 2006/2007
- Аль-Гарафа : 2-е место в Лиге звёзд Катара 2006/2007
- Умм-Салаль : 3-е место в Лиге звёзд Катара 2006/2007
- Эр-Райян : 4-е место в Лиге звёзд Катара 2006/2007

## Детали матчей

### 1/2 финала
| Ас-Садд | 0 – 0 | Эр-Райян           |
| ------- | ----- | ------------------ |
|         |       | Наиф Аль-Хатер 90' |

| Аль-Гарафа      | 1 – 0 | Умм-Салаль |
| --------------- | ----- | ---------- |
| Аала Хубаил 34′ |       |            |

| Умм-Салаль       | 0 – 4 | Аль-Гарафа                                                               |
| ---------------- | ----- | ------------------------------------------------------------------------ |
| Джавад Ахнаш 43' |       | Мугиб Хамед 63′ · Раймон 72′ · Юнис Махмуд 90+2′ · Отман Эль-Ассас 90+3′ |

| Эр-Райян                | 0 – 3 | Ас-Садд                                  |
| ----------------------- | ----- | ---------------------------------------- |
| Дхаад Саад Аль-Нуби 36' |       | Фелипе Гёрге 17′, 73′ · Эмерсон Шейх 42′ |

### Финал
| Аль-Гарафа             | 1 – 2 | Ас-Садд                        |
| ---------------------- | ----- | ------------------------------ |
| Аала Хубаил 67′ (пен.) |       | Карлос Тенорио 40′ (пен.), 80′ |

| Кубок Наследного принца Катара Победитель 2007 |
| ---------------------------------------------- |
| Ас-Садд 4-й титул                              |